# Пироджпур
Пироджпур (бенг. পিরোজপুর) — город и муниципалитет на юге Бангладеш, административный центр одноимённого округа. Расположен на берегах реки Дамодар. Муниципалитет был основан в 1886 году. Площадь города равна 15,12 км². По данным переписи 2001 года, в городе проживало 51 219 человек, из которых мужчины составляли 51,66 %, женщины — соответственно 48,34 %. Плотность населения равнялась 3387 чел. на 1 км². Уровень грамотности взрослого населения составлял 66,1 % (при среднем по Бангладеш показателе 43,1 %).